# Gevuina avellana
Espèce
Classification phylogénétique

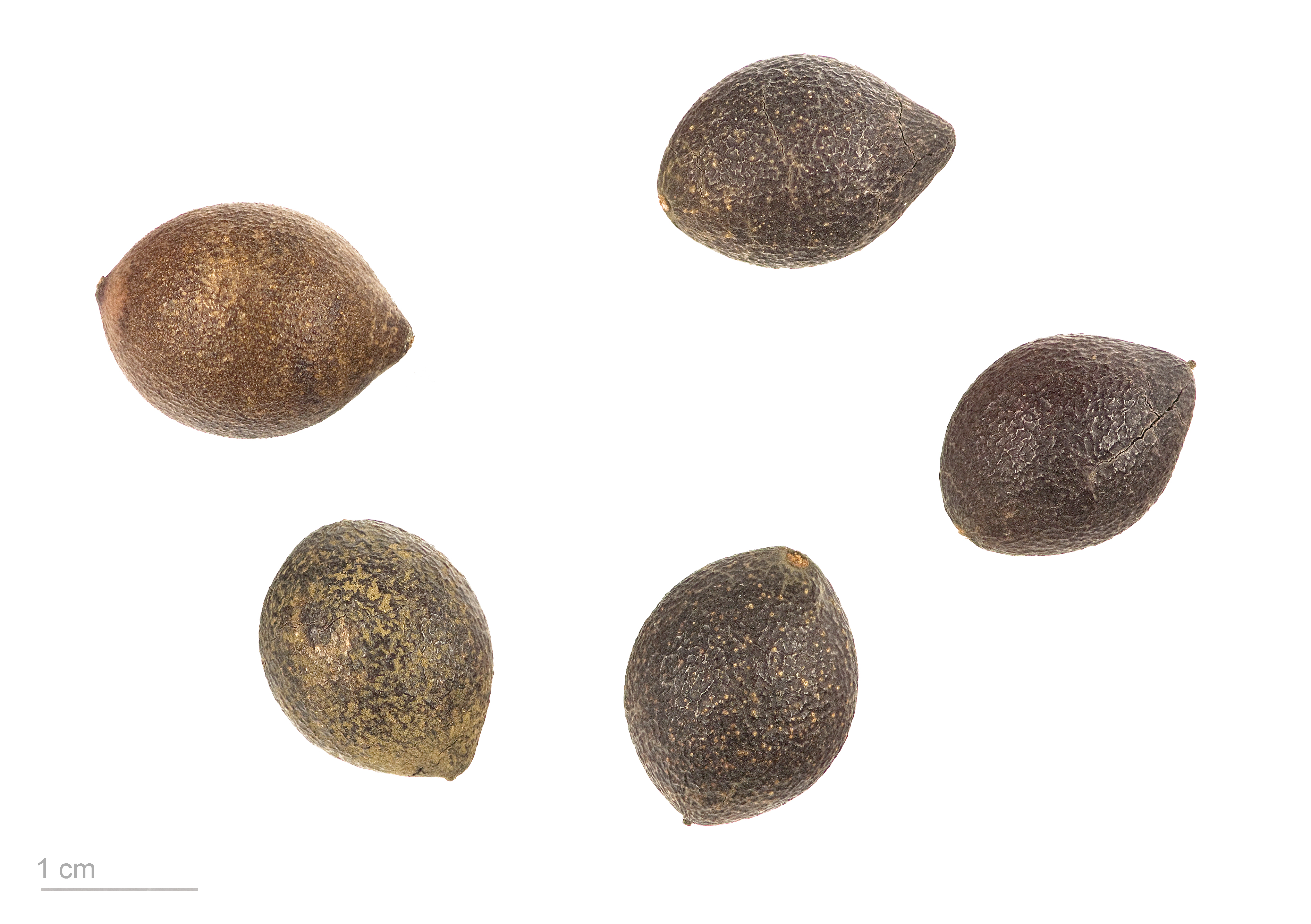
Gevuina avellana au Muséum de Toulouse.

L’avellano, noisetier chilien ou gevuín (Gevuina avellana), est une espèce de plantes à fleurs de la famille des  Proteaceae. C'est un arbres à feuilles persistantes qui pousse dans les forêts tempérées du centre sud du Chili et Argentine, entre 35 et 44º de latitude Sud. Les colonisateurs espagnols l'ont appelé avellano à cause de la ressemblance de ses fruits avec ceux de Corylus avellana, le noisetier commun ou européen qui porte ce nom en espagnol.

## Description
C'est un arbre d'une hauteur de 10 à 15 m, rarement 20 m en France.
Les fleurs éclosent de mai à août. 
La fructification intervient après 7 ans. Les fruits sont ovoïdes de 3 à 15 mm, d’abord rouge-cerise, puis noir-violet, comestibles. Il y a 2 graines par fruit.

## Usage
C'est une plantes mellifères, dont les fruits et fleurs sont comestibles. 
La température minimale (Rusticité) est de 0°C à -5°C.